# Hällhamnsgrynnan
Hällhamnsgrynnan is een Zweeds eiland / zandbank behorend tot de Lule-archipel. In een straal van 1,5 kilometer is geen land aanwezig, behalve het grotere Hällhamnsklippan, een zandplaat. Het eilandje heeft geen oeververbinding en is onbebouwd.